# Josie Loren
Pour les articles homonymes, voir Loren.
Josie Leinart, née Josie Loren le 19 mars 1987 à Miami, en Floride, est une ancienne actrice américaine.
Elle est connue pour avoir interprété, de 2009 à 2012, l'un des rôles principaux dans Championnes à tout prix et un second rôle dans la série Mentalist de 2014 à 2015. Elle est aujourd'hui avocate spécialisée dans le sport.

## Biographie
Ses parents sont d'origine cubaine. Elle est la fille de Mercy Lopez, une professeure d'école.
Elle fréquente l'université de Los Angeles en Californie, puis le lycée New World Performing Arts Center en Floride, où elle étudie l'art de la scène.
Elle y pratique la gymnastique artistique avec des amies.
À l'université, elle étudie l’information, la communication et l'espagnol en option. Son souhait est de travailler avec Sean Penn.
En 2009, elle obtient l'un des rôles principaux de Make It or Break It au côté d'Ayla Kell, Chelsea Hobbs et Cassie Scerbo, et incarne par ailleurs dans la saison 7 de Mentalist le personnage de Michelle Vega.
En 2010, elle est déclarée l'une des 12 célibataires les plus sexy par OK! magazine.
Après ce rôle, elle reprend des études de droit à l'Université de Loyola. Elle y obtient son Juris Doctor en 2019
Elle exerce depuis comme avocate spécialisée dans le sport et l'industrie du spectacle.
Le 28 mai 2018, elle épouse Matt Leinart, joueur de football. Le 16 janvier 2020, elle donne naissance à son premier enfant, un garçon prénommé Cayson. Le 24 mai 2021, elle accueille un deuxième fils, Cannon. En août 2024, elle annonce être enceinte de son troisième enfant. Le 2 février 2025, elle donne naissance à son troisième enfant, une fille prénommée Camila.

## Filmographie

### Cinéma

#### Longs métrages
- 2008 : This Is Not a Test : Laline
- 2009 :17 ans encore (17 Again) : Nicole
- 2013 : 21 and Over : Pledge Aguilar

#### Courts métrages
- 2007 : Hardly Married : Leti
- 2011 : With Me : Jayden
- 2014 : Safe : Jessica
- 2014 : Everlast : Adriana

### Télévision

#### Téléfilms
- 2007 : Un Noël au paradis (Christmas in Paradise) : Blair Casey
- 2009 : Un costume pour deux (Hatching Pete) : Angela Morrissey
- 2014 : Une dangereuse élève (The Honor Student) : Teresa Smith

#### Séries télévisées
- 2006 : Veronica Mars : Chloé (saison 3, épisode 5)
- 2006 : Hannah Montana : Holly (saison 1, épisode 18)
- 2006 : Medium : L'amie d'Amanda (saison 3, épisode 4)
- 2006-2007 : Drake et Josh : Maria (saison 4, épisodes 16 et 22)
- 2007 : Cory est dans la place (Cory in the Place) : Jessica (saison 1, épisode 12)
- 2007 : The Bill Engvall Show : Marissa (saison 1, épisode 1)
- 2009-2012 : Championnes à tout prix (Make It or Break It) : Kaylie Cruz
- 2010 : 10 Things I Hate About You : Kaylie (saison 1, épisode 15)
- 2011 : NCIS : Enquêtes spéciales : Jane (saison 8, épisode 19)
- 2011 : Castle : Bridget MacManus (saison 3, épisode 21)
- 2011 : Drop Dead Diva : Julia (saison 3, épisode 5)
- 2013 : The Glades : Hanna Koski (saison 4, épisode 10)
- 2013 : Annie Sunbean and Friends : Annie Sunbeam
- 2013 : Miles Across the Sea : Jessie (saison 1, épisode 3) - voix
- 2014 : Hit the Floor : Kendall (saison 2, épisodes 9 à 11)
- 2014-2015 : Mentalist (The Mentalist) : Michelle Vega (saison 7)[5]
- 2015 : Online Daters : Kristi
- 2015 : Young and Hungry : Sam